# Loe van Belle
Loe van Belle (Zoetermeer, 24 de enero de 2002) es un ciclista neerlandés, miembro del equipo neerlandés Team Visma | Lease a Bike.

## Biografía
En septiembre de 2022, el equipo Jumbo-Visma anunció que continuaría compitiendo para el equipo de desarrollo Jumbo-Visma Development Team hasta finales de 2023 y, a partir de 2024, cambiaría al equipo UCI WorldTeam durante los siguientes dos años.

## Palmarés
- Aún no ha conseguido victorias como profesional.

## Equipos
- Jumbo-Visma Development Team (2021-2023)
- Team Visma | Lease a Bike (2024-)